# Juts

Península de Jutlàndia

 Els juts (també poden trobar-se com a Iuti o Iutæ a les fonts) van ser un poble germànic que, segons Beda, eren un dels tres pobles germànics més poderosos que, al voltant del 430 dC, van arribar a territori de l'actual Anglaterra. Es creu que serien originaris de la zona meridional de Jutlàndia (Iutum en llatí) de l'actual Dinamarca, Schleswig meridional (Jutlàndia meridional) i part de la costa de la Frísia oriental.

## Antecedents històrics
Beda el Venerable la ubica la terra natal dels juts a l'altre extrem de la dels angles en relació amb els saxons, és a dir, la part septentrional de la península de Jutlàndia. Tàcit retrata un poble anomenat Eudoses que vivien al nord de Jutlàndia i aquests podrien haver estat els posteriors Iutae. Els juts també han estat identificats amb els Eotenas (ēotenas) implicats en el conflicte frisó amb els danesos tal com descriu l'episodi Finnesburg del poema Beowulf (versos 1068–1159). D'altres han interpretat als ēotenas com als "ettins" (en anglès), és a dir gegants, o com un kenning, és a dir, "enemics".
A diferència de Beda, alguns historiadors identifiquen als juts amb el poble anomenat Eucii (o Saxones Eucii), els quals estaven evidentment relacionats amb els saxons i depenien dels pobles francs l'any 536. Els Eucii podrien haver estat els mateixos que els Eutions (Euthiones) i, probablement, associada als saxons. Els euthiones apareixen esmentats en un poema de Venanci Fortunat (583), com un poble sota la sobirania de Khilderic I dels francs. Aquesta identificació concordaria amb la posterior localització dels juts a Kent, ja que la regió continental més propera a Kent (actual Flandes) era part de França. Fins i tot si els juts es trobaven al sud dels saxons a Renània o prop dels frisons, això no contradiria la possibilitat que fossin emigrants provinents de Jutlàndia.
A més a més, alguns historiadors els identifiquen amb els göter o gots i amb els gautes, procedents del sud del que avui és Suècia (Götaland), sovint confosos amb els getes traci). De totes maneres, en obres literàries clàssiques com Beowulf, els dos pobles apareixen diferenciats, anomenant goter als habitants de l'illa de Gotland al sud-oest del mar Bàltic), essent possible que la semblança en els noms sigui una coincidència.
Abans de produir-se les grans migracions transcorregudes entre els segles III i viii, doncs, el més probable és que els juts limitessin al nord amb els danis (és a dir, els avantpassats més directes dels actuals danesos), al sud amb els saxons, al sud-est amb els angles i a l'oest (a les illes) amb els frisons.

## Migracions germàniques

Expansió dels pobles germànics durant el primer mil·lenni aC

Les causes que van portar als juts a migrar del seu territori original, com les de la resta dels pobles germànics, encara no han estat del tot establertes.
En general, les teories més acceptades pels historiadors són les del canvi climàtic (durant els segles III i viii hi va haver unes fortes baixades de la temperatura, comprovades a través de la dendracronologia, provocant uns freds molt intensos); l'explosió demogràfica (l'augment de la població hauria provocat una manca de recursos que hauria obligat als pobles a emigrar); canvis en l'estructura familiar (l'herència seria per l'hereu, obligant als germans menors a buscar nous territoris); o l'extremada mobilitat d'aquests pobles, que duien una vida nòmada.
Així, es va produir una migració, en la que va participar bona part del poble jut, cap a les boques del Rin, i es creu que aquells juts que no van migrar, són els avantpassats dels actuals habitants de Jutlàndia.

## Arribada a la Gran Bretanya

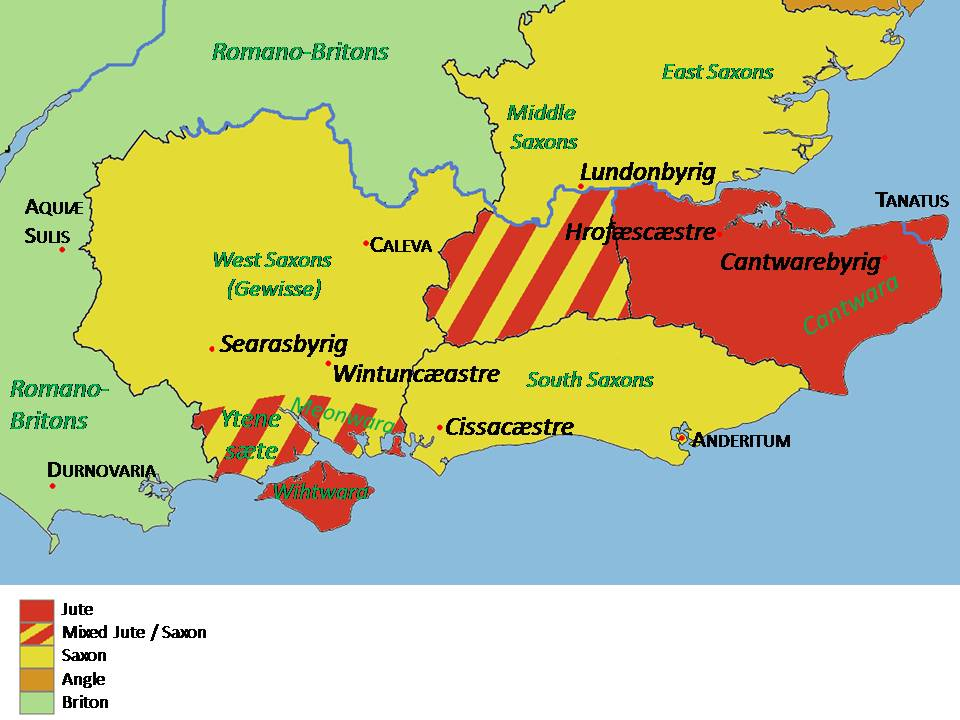
Assentaments juts a la Gran Bretanya c. 575.

Segons ens explica Beda el Venerable, al voltant del 430 dC el rei bretó Vortigern va demanar als líders saxons Hengist i Horsa que es desplacessin amb un exèrcit al seu territori per fer front als atacs que rebia per part dels escots i, sobretot, dels pictes.
Així doncs, Hengest i Horsa van desplaçar-se a la Gran Bretanya amb un exèrcit format per saxons, angles i juts, però en lloc d'ajudar a Vortigern, van atacar el seu exèrcit, matant el fill del monarca bretó en el procés. Ocupant una part del territori, convertida en cap de pont, els pobles saxó, angle, frisó i jut van anar assentant-se en el terriroti de la Gran Bretanya, en el que s'ha conegut com les invasions germàniques d'Anglaterra.
Els juts, doncs, es van establir, a partir de l'any 430, ens els territoris de Hampshire, Kent i l'illa de Wight (regne de Kent). Així ho verifiquen nombrosos topònims de la zona.

## El regne de Kent

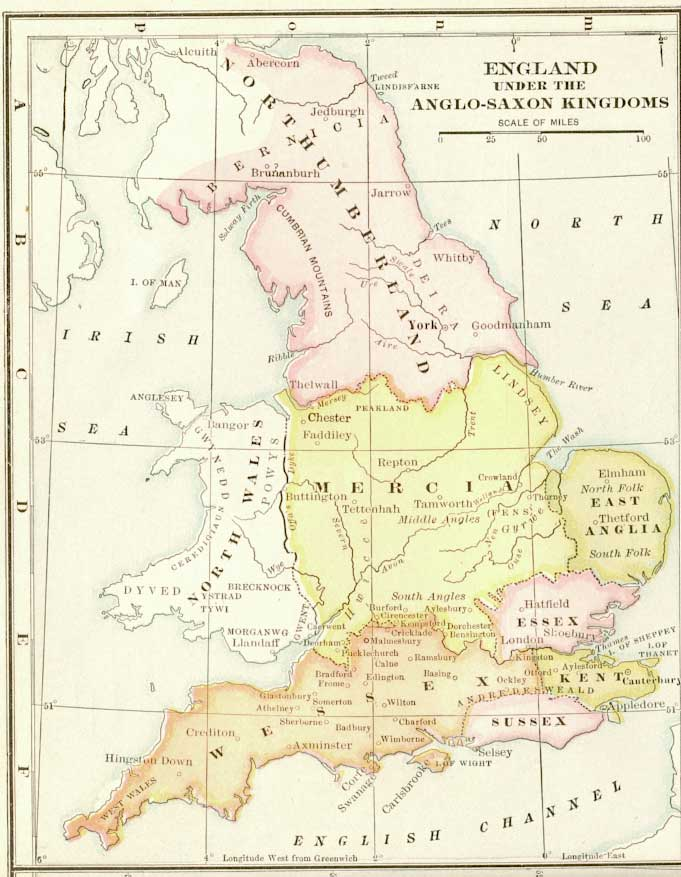
Regnes germànics

Un cop establerts als territoris de Kent, Hampshire i Wight, els juts van fundar el regne de Kent (c. 450). Amb l'arribada dels pobles germànics, l'actual Anglaterra es va dividir en set regnes, conformant l'anomenada heptarquia anglosaxona. Segons Beda, que és qui va escriure la història d'aquests regnes, els saxons van fundar els regnes d'Essex, Wessex i Sussex; els angles els regnes de Mèrcia, Ànglia Oriental i Northumbria; i els juts el ja esmentat regne de Kent.
Tot i l'establiment d'aquesta heptarquia, les guerres entre aquests regnes van ser constants. Les fronteres aniran canviant en funció de quin dels regnes sigui més fort. Aquestes guerres tenien l'objectiu d'establir quin dels regnes tenia la supremacia sobre els altres, identificant-se al més fort com a Bretwalda
Durant el segle vii, el Bretwalda serà Mèrcia, mentre que als segles viii i ix ho serà Wessex. Finalment, Wessex anexionaria els regnes de Kent i de Mèrcia, convertint-se en la màxima potència de l'actual Anglaterra. Aquest va ser el final del regne jut.
Tot i que és fàcil detectar la influència juta a Kent (per exemple en la divisió de les herències), el seu impacte a Hampshire i a l'illa de Wight és molt més reduït. Robin Bush, un historiador modern, creu que es deu a l'assimilació i a la neteja ètnica saxona, tot i l'oposició d'altres acadèmics.